# 幽女の如き怨むもの
『幽女の如き怨むもの』（ゆうじょのごときうらむもの）は、三津田信三による日本の推理小説・ホラー小説。刀城言耶シリーズの第6長編。
単行本は、2012年4月23日に原書房〈ミステリー・リーグ〉より書き下ろしで刊行された。文庫版は、2015年6月12日に講談社文庫より刊行された。装丁は、単行本がスタジオ・ギブ（川島進）、文庫版が坂野公一（welle design）による。装画は単行本・文庫版ともに村田修が手がけている。
第66回日本推理作家協会賞（長編及び連作短編集部門）で候補に選ばれている。「本格ミステリ・ベスト10」2013年版（国内部門）4位、『ミステリが読みたい! 2013年版』（国内編）1位、『このミステリーがすごい!』（2013年、国内編）4位など、各種ミステリ・ランキングで上位にランクインしている。
小説家の皆川博子は「本作で、言耶は怪異現象と身投げ事件の謎を一応論理的に解き明かすが、その一方で解き明かされない謎もある。虚と実がない交ぜられる手法は実に楽しい」と評価している。ときわ書房本店の宇田川拓也は「読者を戸惑わせるような結構に見せながら、実は巧妙な伏線や技巧を随所に施し、ラスト30ページで度肝を抜く衝撃を叩きつけてくる。どうにも腑に落ちないもやもやした感じが、刀城言耶が発する短い一文によって霧消する威力が凄まじい」と評価している。

## あらすじ

### 第1部 花魁──初代緋桜の日記
1933年頃、桜子は、花魁になってお金を稼ぐために、13歳で故郷の村から桃苑（ももぞの）という廓町に出てきて、金瓶梅楼（きんぺいばいろう）という遊郭に連れて行かれた。16歳の年の4月に、桜子は大切な儀式を経て花魁となり、緋桜という名前で金瓶梅楼の見世に出るようになる。9月のある日、通小町が金瓶梅楼の別館の3階の部屋から身投げをする。しばらくの後、桜子は何かに導かれるように、裏口から廊下にあがり、別館3階の部屋まで来て、窓から身投げをしそうになったところで、雪江に止められる。それからしばらくの後、桜子は月影が別館の3階の部屋に向かっていることに気づき、彼女を助けるために跡を追う。しかし、足首をつかみ損ねてしまうが、月影は下を通りかかった車の上に落ちて命拾いをする。やがて桜子は、郭町から逃げ出すことを決意する。

### 第2部 女将──半藤優子の語り
1941年頃、優子は母の後を継ぎ、金瓶梅楼の女将になる。それと同時に見世の名前を梅遊記楼（ばいゆうきろう）に改める。梅遊記楼で働くことになった染子は売れっ子になり、別館の3階の部屋を宛てがわれる。ある日、妊娠をしている登和が梅遊記楼の別館に身を寄せることになる。半年後のある日、登和が出産をした直後に身投げをする。しばらくの後、雛雲が身投げをする。続いて、今度は染子が身投げをしようとするが、阻止されて未遂に終わる。そんな中、梅遊記楼の中を幽女がさまよい出す。

### 第3部 作家──佐古荘介の原稿
戦後、梅遊記楼は梅園楼（ばいえんろう）という名前の特殊飲食店になる。梅園楼では、淑子が女給を着物姿にしてかつての遊郭を復活させた。1952年頃、梅園楼の別館の3階から大吉が転落死する。さらに花子が別館3階から身投げするが、早苗や泊まりの客によって阻止されて未遂に終わる。荘介と早苗は、身投げした人たちが通ったのと同じ道筋を実際にたどり、別館3階まで行くことにする。

### 第4部 探偵──刀城言耶の解釈
言耶は、荘介が『書斎の屍体』に連載した一連の身投げ事件に関する調査の記録のようなものの解決編を執筆することになる。3つの時代の3軒の楼で起きた諸々の不可解な出来事について、ある解釈をすることにより、いくばくかの光明を投げかけることが可能なのではないか、と言耶は述べる。

## 登場人物
綾（あや）
宮之内の妻の妹。桜子に日記帳をあげた。耶蘇教を信心している。
宮之内（みやのうち）
華族。
小畠桜子（おばた さくらこ）
金瓶梅楼の花魁。初代緋桜（ひざくら）。7歳のとき、華族である宮之内の別荘に子守りとして雇われる。弟と妹がいる。
雪江（ゆきえ）
台所仕事や洗濯などの家事をする赤前垂（あかまえだれ）。肥えて上背のある女の子。
安美（やすみ）
赤前垂。
友子（ともこ）
赤前垂。
山辺（やまべ）
人買いのおんじ。
増田喜久代（ますだ きくよ）
遣り手のおばやん。桜子の教育係。
女将
金瓶梅楼の経営者。
半藤優子（ばんどう ゆうこ）
周作の妹。女将の娘。桜子と一緒に勉強した。
朝永（ともなが）
客引きなどをする妓夫太郎（ぎゅうたろう）。
半藤周作（ばんどう しゅうさく）
優子の兄。女将の息子。教師を志望している。
紅千鳥（べにちどり）
花魁。賑やかで明るい性格。
通小町（かよいこまち）
花魁。美人ではあるが愛想が悪い。本名は千鶴子（ちづこ）。
浮牡丹（うきぼたん）
花魁。ゆったりとした性格で、物事に動じることがない。
月影（つきかげ）
花魁。いつもめそめそしている。元サーカス団の軽業師。
雛雲（ひなぐもり）
花魁。巫女遊女と呼ばれている。
福寿（ふくじゅ）
花魁。
千代子（ちよこ）
花魁。
飛梅（とびうめ）
花魁。
飛白織介（かすり おりすけ）
呉服問屋の三男。
漆田大吉（うるしだ だいきち）
織介の悪友。遊び人。
糸杉染子（いとすぎ そめこ）
梅遊記楼の花魁。2代目緋桜。
敏子（としこ）
優子の母の友達。
登和（とわ）
敏子の娘。
左右田（そうだ）
憲兵隊の特高課長。
中杉（なかすぎ）
梅遊記楼の客。
佐古荘介（さこ そうすけ）
作家。『書斎の屍体』の新人賞に「通り魔の路」が入選しデビュー。
佐古淑子（さこ よしこ）
荘介の伯母。梅園楼の経営者。
山田花子（やまだ はなこ）
3代目緋桜。梅園楼の女給。元遊女。
島崎早苗（しまざき さなえ）
女給。
刀城 言耶（とうじょう げんや）
作家。
祖父江 偲（そふえ しの）
怪想舎の編集者。
刀城 牙升（とうじょう がじょう）
言耶の実父。